# Trikala
Trikala (grčki:Τρίκαλα) je grad na sjeverozapadu  Tesalije u Grčkoj. Trikala je sjedište prefekture Trikala, grad se nalazi sjeverozapadno od Atene.
Svega 30 km sjeveozapadno od Trikale, kod Kalambake nalaze se manastiri Meteora.

## Povijest
Grad je smješten u plodnoj ravnici Tesalije u središnjoj Grčkoj. 
Današnja Trikala je Homerov grad Trikka (ili Trikki), rodno mjesto troje argonauta kao i mjesto za koje se drži da je rodni grad Asklepija, ali se češće navodi da mu je rodni grad Epidaurus, u kojem se nalazi i najvažniji hram posvećen njemu još od antike.
Ostatci starog svetišta posvećenog Asklepiju otkriveni su iskapanjem između današnjeg središnjeg trga i crkve Sv. Nikole, to je najstariji Aesculapium u Grčkoj - antički medicinski centar, iz kojeg se Asklepijev kult širio Grčkom.
U Trikali se mogu vidjeti tragovi kasno helenističke i rimske umjetnosti u ostatcima podnih mozaika, stoje, i kupališta. 
Nad gradom dominira bizantska tvrđava, koja je podignuta na ranijoj helenističkoj utvrdi. Helenistička je i antička Akropola. Trikala je slikovit grad podijeljen svojom rijekom Lithaios na dva dijela. 
Trikala je vrlo često mijenjala gospodare, tako su gradom vladali Bugari, za Prvog Bugarskog carstva (920. – 922., 977. – 983., 996. – 997.), te ponovno za Simeona I. potom gradom vlada Samuilo, pa kneževina Velika Vlaška (1204. – 1215.). 
Potom Trikalom vlada Epirska Despotovina (1215. – 1230.), pa zatim Tesalska Despotovina, koja je povezana s Epirskom Despotovinom (1230. – 1335.). Zatim Trikala podpada pod Drugo Bugarsko Carstvo između 1230. – 1241., Nicejsko Carstvo između 1241. – 1261.  te zatim Bizant,  između 1261. – 1335. Zatim Trikalom nakratko vlada Srpsko Carstvo (1348. – 1373.), te ponovno Bizantsko carstvo (1335-1348, 1373-1394, 1403-1411). 
Nakon toga u Trikalu dolaze Turci i vladaju Trikalom u razdoblju od 1394.  -1403. te zatim od 1411. do 1881. godine.
Za otomanske vladavine grad je promijenio ime u Tırhala i postao je sjedište sandžaka Rumelija od 1411. do 1826. godine. Zatim podpada pod Bitoljski sandžak i vilajet od 1826.  do 1867. te 1873. – 1881. Ponovno je sjedište sandžaka, u novoustrojenom Solunskom vilajetu između 1867. – 1873.
Na osnovu odluka Berlinskog kongresa Trikala je 1881. data Grčkoj. 
Grad je ponovno pao u turske ruke za vrijeme Grčko-turskog rata 1897. 28. travnja 1897., i ostao pod Turcima šest mjeseci.

## Gospodarstvo i školstvo
Trikala je povijesno trgovačko sjedište za proizvode iz okolice; pšenicu, kukuruz, duhan i pamuk.
U Trikali djeluju ogranci dva fakulteta Sveučilišta Tesalije od 1994. godine; fizike i sporta).

## Zbratimljeni gradovi
- Amberg, Njemačka
- Tucson, Arizona, USA
- Brașov, Rumunjska

## Vanjske poveznice
- Grad Trikala